# ジリアン・ヴィグマン
ジリアン・ヴィグマン（Gillian Vigman, 1972年1月28日 - ）は、アメリカ合衆国出身の女優である。

## 出演作品

### テレビ
- CSI:15 科学捜査班 ザ・ファイナル #5（Dr. ジェーン・スナイダー）
- カリフォルニケーション
- New Girl / ダサかわ女子と三銃士（キム）
- ディフェンダーズ　闘う弁護士（ジェシカ・モレリ）
- アラフォー♀とルーキー♂

### 映画
- ハングオーバー!!!　最後の反省会
- ハングオーバー!!　史上最悪の二日酔い、国境を越える（ステファニー・ウィネック）
- 屋根裏のエイリアン（ニナ・ピアソン）
- ハングオーバー! 消えた花ムコと史上最悪の二日酔い
- ライトアップ! イルミネーション大戦争